# Agustín Zaragoza
Agustín Zaragoza (* 18. August 1941 in San Luis Potosí) ist ein ehemaliger mexikanischer Boxer. Zaragoza war Bronzemedaillengewinner der Panamerikanischen Spiele 1967 und 1971 und der Olympischen Spiele 1968.

## Karriere
1967 nahm Zaragoza erstmals an einer internationalen Meisterschaft, den Panamerikanischen Spielen, teil. Bei diesen errang er nach einer Halbfinalniederlage gegen Rolando Garbey, Kuba, die Bronzemedaille im Halbmittelgewicht (-71 kg). Dieselbe Platzierung erkämpfte er sich bei den Olympischen Spielen 1968 im Mittelgewicht (75 kg). Nach Siegen über Oliver Wright, Jamaika (5:0), und Jan Hejduk, Tschechoslowakei (4:1), verlor er im Halbfinale gegen Alexei Kisseljow, Sowjetunion (TKO 1.).
Bei den Zentralamerika- und Karibikspielen 1970 gewann Zaragoza die Goldmedaille und 1971 bei den Panamerikanischen Spiel wiederum die Bronzemedaille.

## Quelle
- http://amateur-boxing.strefa.pl

| Personendaten    | Personendaten       |
| ---------------- | ------------------- |
| NAME             | Zaragoza, Agustín   |
| KURZBESCHREIBUNG | mexikanischer Boxer |
| GEBURTSDATUM     | 18. August 1941     |
| GEBURTSORT       | San Luis Potosí     |